# Chiesa di Sant'Anna (Marsala)
La chiesa di Sant'Anna è un edificio religioso di Marsala appartenente alla diocesi di Mazara del Vallo e alla forania di Marsala, dedicata a Sant'Anna.
È sede dell'omonima parrocchia, e dell'omonima confraternita titolare dell'organizzazione della Sacra rappresentazione della Passione del Signore e degli altri riti della settimana Santa.

## Storia
Secondo il racconto del Sacerdote Angelo Genna (1720-1788) un certo Giacomo Nagone fondò, in data a noi non pervenuta, una cappella dedicata a Santa Maria di Curò nella via chiamata a quel tempo dei Santi.
Nel 1611 la Confraternita di S. Anna, fondata dal vescovo don Marco La Cava (1605-1628), che ivi aveva sede, decise di costruire una chiesa dedicata a Sant'Anna e "per non moltiplicare il numero di chiese, che per mancanza di rendite sarebbe stato difficile mantenere, incorporò la cappella fondata dal Nagone con le relative rendite nella nuova chiesa e vi trasferì il quadro di S. Maria di Curò".
Successivamente la chiesa passò in mano ai Crociferi o Camilliani, noti come Chierici regolari Ministri degli infermi, il cui insediamento a Marsala, nel 1675, è così raccontato da uno storico dell'ordine: 
"Essendosi colà fin dal 1672, portati alcuni nostri religiosi per affari privati e nel visitare gl'infermi de' pii luoghi avendo dato buon saggio della carità, che s'esercita secondo l'istituto in accorrere alle bissona de' poveri infermi e agonizzanti, fin d'all'hora que' nobili e cittadini si disposero a volerci nella loro città, essibendoci capitali e elemosine, le quali essendo arrivati alla somma del sostentamento di dodici soggetti almeno: quando a dì 13 di Decembre, giorno di S. Lucia dell'anno accennato del Giubileo 1675 con solenne processione, nella quale fu portato l'Agustissimo Sacramento del Monsignor Vescovo di Mazzara...giunti alla chiesa assegnatici, che era riccamente apparata... ci ammessero al possesso di quel servitio e altresì alla solita pietà di tutto quel popolo".
Nel 1866 con la soppressione degli ordini religiosi il convento venne incorporato dallo Stato italiano che lo vendette a Salvatore Amodeo, mentre la chiesa venne assegnata in un primo momento al francescano fra Giovanni di Monte S. Giuliano e successivamente al crocifero Pietro Gennaro, al quale fu assegnata la funzione di cappellano.
La chiesa ritornò al suo splendore nel momento in cui fu affidata al sacerdote Francesco Sutera: vennero allora eseguiti dei lavori di restauro, e nacque il sodalizio della Sacra famiglia (1888).
Nel 1901 il sacerdote Sutera acquistò dal demanio la chiesa e, cogliendo l'opportunità offerta dalle nuove disposizioni pontificie relative all'aumento del numero delle chiese parrocchiali, ne propose l'elevazione a parrocchia.
Il 26 luglio 1920 la richiesta venne accolta dal vescovo di Mazara, Mons. Nicolò Maria Audino (1903-1933), ma solo il 13 maggio 1927 fu riconosciuta civilmente con decreto ministeriale.
Dalla chiesa parte la Processione del Giovedì Santo di Marsala.

## Architettura
La modesta facciata dell'edificio è divisa in due ordini: nella parte bassa una semplice apertura con arco a tutto sesto: nel secondo ordine, separato dal primo da una doppia cornice, si apre una finestra. Una cornice mistilinea corona la facciata.
L'unica navata della chiesa, impreziosita da stucchi settecenteschi, presenta un piccolo coro sopra l'ingresso e una copertura a botte lunettata in corrispondenza delle finestre. L'abside, un tempo separata dall'aula da due curve balaustre di marmi mischi (XVIII secolo), oggi spostate lateralmente, ha un altare di vetro dipinto nel quale è collocata una statua di S. Anna di modesta fattura, acquistata nel 1903 da una signora locale e dotata alla chiesa.
Nel frontone spezzato dalla macchina dell'altare in uno scudo si legge: "Gloria eorum a partu", scritta che si riferisce a S. Anna e a Maria che dai loro parti hanno tratto motivo di gloria.
Nell'abside, a sinistra una tela raffigurante la Madonna, il Bambino e San Giovannino di un ignoto pittore del XIX secolo: nelle quattro porte dei dipinti settecenteschi raffiguranti degli episodi della vita di San Camillo, riscoperti nel 1983.
Sull'arco trionfale si conserva lo stemma dei Camilliani: una croce rossa in uno scudo bianco e la scritta "In Hoc signo vinces".
Entrando in chiesa sul lato destro troviamo l'altare della Madonna di Trapani, con tela settecentesca attribuibile al pittore trapanese La Bruna e l'altare di San Camillo de Lellis con tela del XVII secolo. Sul lato sinistro, all'ingresso, si trova una tela di scarso valore artistico raffigurante S. Spiridione; nel primo altare è collocato un quadro della Sacra Famiglia con i Santi Anna e Giacchino di ignoto autore del XVII secolo; nel secondo un pregevole Crocifisso ligneo del settecento.